# Vajnory
| Vajnory             | Vajnory              |
| ------------------- | -------------------- |
| Vajnory             |                      |
| Grb                 | Karta                |
|                     |                      |
| Opći podaci         |                      |
| Kraj:               | Bratislavský         |
| Okrug:              | Bratislava III       |
| Regija:             | Bratislava i okolica |
| Nadmorska visina:   | m                    |
| Površina:           | 13,5 km²             |
| Stanovništvo:       | 4331 (2005.)         |
| Gustoća:            | 311 stan./km2        |
| Statistički kôd:    |                      |
| Registarska oznaka: | BA                   |
| Poštanski broj:     |                      |
| Pozivni broj:       | 02                   |
| Stranica:           | www.vajnory.sk       |
| Načelnik:           | Michal Vlček         |

Vajnory (njemački: Weinern, mađarski: Pozsonyszől(l)ős) je gradska četvrt u Bratislavi.

## Povijest
Ovo mjesto je prvi put pismeno spomenuto pod nazivom Prača / Pračany 1237. godine. Godine 1307. to je selo kupila austrijska opatija Heiligenkreuz i nazvala ga Weinern, zbog toga što je ovo bilo pretežito vinogradarsko područje. Bratislava je kupila ovo mjesto u 16. stoljeću, a 1851. nakon ukinuća kmetstva, ovo opet postaje zasebno selo. Vajnory je službeno postao dio Bratislave 1946. godine.
Na području ove četvrti postojala je zračna luka Vajnory koja je bila prva zračna luka u Slovačkoj, te koja je zatvorena 2006. godine.